# S/S Tiffany
S/S Tiffany är en svensk ångyacht, som är en replika på en lyxyacht från 1800-talet.
S/S Tiffany byggdes på 2007 och ägdes tidigare av Ångfartygs AB Stockholms Omgifningar.